# Krumovgrad
Krumovgrad (del búlgaro: Кру̀мовград) es una ciudad de Bulgaria de la provincia de Kardzhali.

## Geografía
Se encuentra a una altitud de 232 m s. n. m. a 309 km de la capital nacional, Sofía.

## Demografía
Según estimación 2012 contaba con una población de 4 777 habitantes.
|         | 2004  | 2005  | 2006  | 2007  | 2008  | 2009  | 2010  |
| Mujeres | 2 691 | 2 663 | 2 463 | 2 595 | 2 567 | 2 543 | 2 494 |
| Varones | 2 544 | 2 533 | 2 497 | 2 450 | 2 443 | 2 418 | 2 367 |
| Total   | 5 235 | 5 196 | 5 140 | 5 045 | 5 010 | 4 961 | 4861  |